# Coussarea granvillei
Coussarea granvillei là một loài thực vật có hoa trong họ Thiến thảo. Loài này được Delprete & B.M.Boom mô tả khoa học đầu tiên năm 1999.